# Marine Biological Association
La Marine Biological Association du Royaume-Uni (MBA) est une société savante dotée d'un laboratoire scientifique qui entreprend des recherches en biologie marine. L'organisation a été fondée en 1884 et est basée à Plymouth depuis l'ouverture du laboratoire de Citadel Hill le 30 juin 1888.
La MBA abrite également la bibliothèque nationale de biologie marine, dont les collections couvrent les sciences biologiques marines, et gère les collections historiques,.
Tout au long de son histoire, la Marine Biological Association a été placée sous le patronage d'un membre de la famille royale. En 2013, la MBA s'est vu attribuer une charte royale en reconnaissance de la prééminence scientifique du MBA dans son domaine .

## Origines et fondation

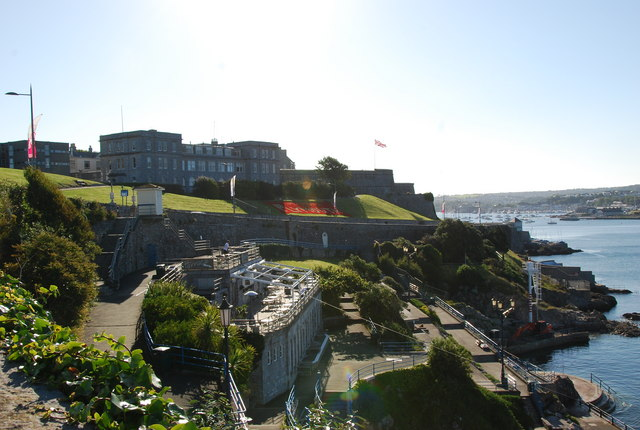
Le laboratoire de Citadel Hill (au centre à gauche), sur Plymouth Hoe.

En 1866, la Commission royale sur les pêcheries maritimes, qui comptait parmi ses fonctionnaires le professeur Thomas Henry Huxley, avait déclaré que les craintes d'une surexploitation des pêcheries maritimes n'étaient pas fondées. Ils recommandent de supprimer les lois existantes réglementant les zones de pêche et les saisons de fermeture. Cependant, l'augmentation de la taille et du nombre des navires de pêche suscite une inquiétude généralisée, et des rapports circulent sur toutes les côtes britanniques faisant état de la rareté de certains poissons. Cette préoccupation est exprimée particulièreent lors de l' Exposition internationale de la pêche à Londres en 1883, une conférence organisée pour discuter des aspects commerciaux et scientifiques de l'industrie de la pêche et à laquelle participent de nombreux scientifiques de premier plan de l'époque. Néanmoins, dans son discours d’ouverture , Huxley écarte les rapports faisant état de pénuries de poisson et répète les vues de la Commission royale de 1866. Il déclare qu'avec les méthodes de pêche existantes, il serait inconcevable que les grandes pêcheries maritimes, comme celles de la morue (Gadus morhua), du hareng (Clupea harengus) et du maquereau (Scomber scombrus), puissent un jour être épuisées.
De nombreux représentants de la science et du commerce présents ont des points de vue différents sur Huxley, avancés par exemple par E. Ray Lankester, qui résume les contributions scientifiques dans un essai sur ce que nous appellerions aujourd'hui l'écologie. Il souligne que « c'est une erreur de supposer que la place du poisson retiré d'une zone de pêche particulière est immédiatement prise par d'autres, qui sont si nombreux en comparaison des déprédations de l'homme qu'il rend ses opérations dans ce secteur respect insignifiant...il existe au contraire des preuves que les poissons de banc, comme les harengs, les maquereaux et les sardines (Sardina pilchardus), et les poissons de fond, comme les soles et autres poissons plats, sont réellement localisés. Si l'homme prélève une grande proportion de ces poissons des zones qu'ils habitent, l'équilibre naturel est bouleversé et principalement en ce qui concerne la production de jeunes poissons . Au cours de ce discours magistral, il développe cette idée et conclu par un appel à la formation d'une société favorisant l'étude de la vie marine, à la fois pour son intérêt scientifique et en raison de la nécessité d'en savoir plus sur la vie et les habitats des poissons destinés à la consommation. Le professeur Lankester envisage qu'une telle société construirait un laboratoire près de la côte, avec un bâtiment contenant des aquariums et des appareils pour la circulation de l'eau de mer et, surtout, des laboratoires pour les scientifiques. Un groupe d'éminents scientifiques répond à cet appel et décident de former une société et de construire un laboratoire sur la côte britannique.

### Fondateurs
Le comité formé lors de l'Exposition internationale de la pêche de 1883 décide de prendre des mesures pour créer un laboratoire marin britannique, une initiative qui conduit finalement à la formation de la Marine Biological Association et à la construction du laboratoire à Plymouth. Ils comptent :
- Sir John Lubbock, député (plus tard Lord Avebury)
- PL Sclater FRS, Secrétaire de la Société Zoologique
- F. Jeffrey Bell, professeur de zoologie au King's College de Londres
- Michael Foster FRS, professeur de physiologie à l'Université de Cambridge
- J. Burdon-Sanderson FRS, professeur de physiologie à l'Université d'Oxford
- WH Flower FRS, professeur Hunterian, Collège royal des chirurgiens
- GJ Romanes FRS, Secrétaire de la Société Linnéenne
- A. Sedgwick, Trinity College, Cambridge
- HN Moseley, professeur Linacre d'anatomie à l'Université d'Oxford
- A. Milnes Marshall, professeur de zoologie à l'Owens College de Manchester (1879-1893)
- WT Thiselton-Dyer FRS, directeur adjoint, Royal Botanic Gardens, Kew
- Charpentier WB FRS
- GJ Allman FRS, professeur émérite d'histoire naturelle à l'Université d'Édimbourg
- John Murray, directeur des rapports d'expédition Challenger

La Marine Biological Association du Royaume-Uni a été créée lors d'une réunion tenue dans les locaux de la Royal Society à Londres le 31 mars 1884. Tous les signataires de la résolution de 1883, sauf deux, étaient présents, ainsi que quelques autres scientifiques. À cette époque, le professeur Huxley a été persuadé d'apporter son soutien et est élu premier président de l'association, avec Ray Lankester comme secrétaire honoraire.

## Présidents et administrateurs
La MBA est régie par un conseil dirigé par un président. Le directeur du MBA est responsable de la gestion quotidienne de l'association .

### Présidents
Depuis 1884, la MBA a eu quinze présidents ,,:
- TH Huxley FRS (1884-1890)
- Sir E. Ray Lankester FRS (1890-1929)
- Seigneur Moyne (1930-1939)
- George Parker enchérisseur (1939-1945)
- Sir James Gray FRS (1945-1955)
- AV Hill FRS (1955-1960)
- CFA Pantin FRS (1960-1966)
- Sir Alan L. Hodgkin FRS (1966-1976)
- JZ Jeune FRS (1976-1986)
- James Lovelock FRS (1986-1990)
- Monsieur Crispin Tickell (1990-2001)
- Monsieur Neil Chalmers (2002-2007)
- Sir Howard Dalton FRS (2007-2008)
- Sir Geoffrey Holland (2008-2014)
- Sir John Beddington FRS (2014-2019)
- Dr Gill Rider CB (2019-présent) [10]

### Directeurs
Il y a eu quatorze directeurs de la Marine Biological Association depuis sa création :
- 1884-1888 : Walter Heape FRS
- 1888-1890 : Gilbert C. Bourne FRS
- 1890-1892 : William L. Calderwood
- 1892-1894 : Edward J. Bles FRSE
- 1894-1936 : Edgar Johnson Allen FRS
- 1936-1945 : Stanley W. Kemp FRS
- 1945-1965 : Sir Frederick S. Russell FRS
- 1965-1974 : Sir J. Eric Smith FRS
- 1974-1987 : Sir Eric J. Denton FRS
- 1987-1999 : Michael Whitfield
- 1999-2007 : Stephen J. Hawkins
- 2007-2017 : Colin Brownlee
- 2017-2018 : Matthew T. Frost
- 2018-- : William H. Wilson

## Recherches passées et actuelles
Une douzaine de lauréats du prix Nobel y ont été ou sont associés au cours de leur carrière. Parmi eux, AV Hill reçut le prix Nobel de physiologie ou médecine en 1922 « pour sa découverte relative à la production de chaleur dans le muscle ». La découverte du mécanisme de l'influx nerveux (potentiels d'action) chez les animaux a été réalisée au laboratoire de Plymouth par Sir Alan Lloyd Hodgkin et Sir Andrew Huxley, travaux pour lesquels ils ont reçu le prix Nobel de physiologie ou médecine en 1963.
Un aquarium public géré par l'association a été transféré au nouveau National Marine Aquarium à Sutton Harbour en 1998 .
Le programme de recherche actuel du MBA comprend des travaux sur la biologie moléculaire et cellulaire, la physiologie et l'écologie. Un large éventail d'organismes marins est étudié, depuis les organismes microscopiques tels que le plancton marin et les virus jusqu'aux espèces beaucoup plus grandes telles que les requins et le varech géant. L'objectif de ces recherches est d'améliorer la compréhension de la structure et de la fonction des écosystèmes marins.
Les recherches de l'association sont dirigées par un certain nombre de chercheurs qui dirigent chacun un groupe interdisciplinaire qui collabore avec d'autres organisations et obtient des financements pour leurs travaux . Le travail des chercheurs de la MBA a été reconnu par de nombreux prix nationaux et internationaux au fil des ans, notamment la Royal Medal de la Royal Society, la Darwin Medal  et le Prix international de biologie de la Société japonaise pour la promotion de la science .
Des observations scientifiques à long terme des paramètres physiques et biologiques de l'océan sont collectées par la MBA depuis plus de 100 ans, fournissant une base de données à l'appui d'études visant à comprendre les réponses biologiques aux changements environnementaux marins, y compris les effets du changement climatique .

## Bibliothèque nationale de biologie marine
La bibliothèque nationale de biologie marine (NMBL) a débuté en 1887 en tant que bibliothèque de soutien à la recherche pour la MBA . Aujourd'hui, elle soutient la recherche du MBA, de la Fondation Sir Alister Hardy pour les sciences océaniques et du laboratoire de biologie marine de Plymouth. Les fonds de la NMBL comprennent des périodiques, des revues, des rapports et de la littérature grise, une collection de livres historiques et modernes, une vaste collection de réimpressions, et des rapports d'expédition. Ceux-ci couvrent la majorité du monde. Les collections spéciales comprennent les bibliothèques de recherche de plusieurs éminents scientifiques du MBA ; il s'agit de George Parker Bidder, Edward Thomas Browne, Sidney Frederic Harmer, E. Ray Lankester, Marie Victoire Lebour et John Zachary Young. De plus, elle gère la collection d'archives du MBA qui détaille l'histoire institutionnelle du MBA ainsi que l'histoire de la biologie marine en Grande-Bretagne depuis la fin du XIXe siècle, notamment à travers les archives de la collection elle-même. Il s'agit notamment d'articles et de documents scientifiques de Walter Garstang, Sidney Harmer, Hildebrand Wolfe Harvey, Thomas Hincks, Thomas V. Hodgson, Stanley W. Kemp, Charles A. Kofoid, Mary Parke, John Richardson, Frederick S. Russell, Thomas A. Stephenson., Walter Frank Raphael Weldon, Edward A. Wilson et William Yarrell.

## Journal de l'Association de Biologie Marine
Depuis 1887, le MBA publie le Journal of the Marine Biological Association (JMBA), une revue scientifique « publiant des recherches originales sur tous les aspects de la biologie marine » .